# Тідіані Талл
Тідіані Талл (араб. تيديانى تل; бл. 1840 — 1888) — 2-й володар імперії тукулерів в 1864—1888 роках.

## Життєпис
Походив з племені тукулерів, належав до стану торобде. Син альфи Амаду Талла. Народився близько 1840 року. Разом з батьком і стрийком Омаром мешкав в містах Тімбо, Єгунко і Дінґурай, що в імаматі Фута-Джаллон. Тут Омар проповідував чистоту ісламу. Після вигнання останнього 1848 року перебрався з родиною до Ніоро.
У 1860—1861 роках брав участь у поході проти імперії Сегу. 1862 року відзначився при захопленні хамдуллані, столиці Масини. Разом із стриєчним братом Мухаммадом Маккі призначений керувати південною частиною захопленої Масини. У 1863 році опинився в облозі повсталих на чолі із Ба Лоббо. 1864 року мусив залишити Хамдуллахі. Того ж року прибув до Дегембере, де перед тим помер халіф Омар Талл. Зумів переконати військовиків та стриєчних братів Мухаммада Маккі, Мухаммада Магі, Хаді підтримати свою кандидатуру як нового халіфа.
Доволі швидко придушив повстання Ба Лоббо. В подальшому здійснював керівництвом в області Масина. Тоді як його родичі Ахмаду Талл і Ніамоді керували областями Сегу і Каарта відповідно.
В свою чергу Тідіані Талл зосередив увагу на приборкання туарегів на півночі. 1873 року повалив Мустафу, колишнього раба Омар талла, що захопив владу в області Ніоро. Замість нього поставив халіфою з титулом альмамі стриєчного брата Мунтагу Талла. Потім підкорив народ сонгаї та завдав рішучої поразки державі туарегів в Удалані. В результаті розширив владу до кордонів султанату Дамагарам.
З початком війни Ахмаду Талла проти французів не надав тому якоїсь підтримки. Водночас не заважав Ахмаду приборкувати своїх братів, об'єднуючи імперію, оскільки вважався її халіфом. 
Помер Тідіані Талл 1888 року. Титул халіфа тукулерів отримав Ахмаду Талл. Втім в області Масина альмамі і фаамою (володарем) став інший стриєчний брат — Саїду Тафсіру Талл.